# Liguilla de Promoción de Chile
La Liguilla de Promoción de Chile es un minitorneo de fútbol jugado en Chile con el objetivo de obtener 2 cupos para la Primera División del siguiente año, en el cual enfrentan a 2 equipos de la Primera División, con 2 equipos de la Primera B, con el propósito de permanecer o ascender de categoría para el siguiente año. Esta Liguilla se inició en 1976 y que duró hasta 1999, pero volvió en el 2005, luego del periodo del descenso programado de 3 años para la Primera División y Primera B, y que se mantiene hasta la actualidad.
En el 2009, esta liguilla también fue aplicada a la Tercera A y Tercera B, en las cuales, y a diferencia de la Liguilla del fútbol profesional, 2 equipos de Tercera A enfrenta a 2 equipos de Tercera B, para disputar 2 cupos para la Tercera A del siguiente año.
En el 2012, esta liguilla también fue aplicada a la Primera B y Segunda División, en las cuales, y a diferencia de la Liguilla de Promoción entre Primera División y Primera B, hay una llave de Promoción entre Primera B y Segunda División. En esa Promoción que se aplica desde el año 2012, enfrenta al penúltimo de la tabla acumulada de la Primera B, con el subcampeón de la Segunda División (sin importar que ese subcampeón, venga de la Tercera División (ya sea el campeón o el subcampeón de esa categoría), para disputar un cupo para la Primera B del siguiente año. Si el equipo que venga de la Tercera División y pierde la final de la Segunda División, gane esa llave al equipo que termine penúltimo en la tabla anual de la Primera B, logrará ascender automáticamente a la Primera B para el siguiente año. De lo contrario, ese equipo permanecerá en la categoría en que participa actualmente, para el mismo año mencionado.
En este contexto, la Liguilla de Promoción es de esta forma: Primera División vs Primera B por la ANFP (cuya Liguilla es desarrollada actualmente) y Tercera División vs Tercera B por la ANFA (cuya Liguilla duró hasta el año 2010).

## Historial de la Liguilla de Promoción de la ANFP

### Liguilla de Promoción entre Primera División y Primera B
| Año          | Ganador                                                                          | Perdedor                                                                  |
| ------------ | -------------------------------------------------------------------------------- | ------------------------------------------------------------------------- |
| 1976 Detalle | Huachipato (Primera División) · Audax Italiano (Segunda División)                | Rangers (Primera División) · Trasandino (Segunda División)                |
| 1977 Detalle | Santiago Morning (Primera División) · Cobreloa (Segunda División)                | Santiago Wanderers (Primera División) · Malleco Unido (Segunda División)  |
| 1978 Detalle | Coquimbo Unido (Primera División) Ñublense (Primera División)                    | Deportes Ovalle (Segunda División) Magallanes (Segunda División)          |
| 1979 Detalle | Audax Italiano (Primera División) Santiago Wanderers (Primera División)          | Deportes Arica (Segunda División) Independiente (Segunda División)        |
| 1980 Detalle | Deportes Iquique (Primera División) · Deportes La Serena (Segunda División)      | Aviación (Primera División) · Santiago Morning (Segunda División)         |
| 1981 Detalle | Palestino (Primera División) Deportes Iquique (Primera División)                 | Deportes Antofagasta (Segunda División) Coquimbo Unido (Segunda División) |
| 1982 Detalle | Unión Española (Primera División) Palestino (Primera División)                   | Unión La Calera (Segunda División) Cobresal (Segunda División)            |
| 1983 Detalle | Deportes La Serena (Segunda División) · Coquimbo Unido (Segunda División)        | Deportes Laja (Segunda División) Malleco Unido (Segunda División)         |
| 1987 Detalle | O'Higgins (Segunda División)                                                     | Lota Schwager (Primera División) · Regional Atacama (Segunda División)    |
| 1988 Detalle | O'Higgins (Primera División)                                                     | Deportes Arica (Segunda División) Deportes Temuco (Segunda División)      |
| 1989 Detalle | Santiago Wanderers (Segunda División)                                            | Unión San Felipe (Primera División) · Magallanes (Segunda División)       |
| 1990 Detalle | Everton (Primera División) Naval (Primera División)                              | Deportes Antofagasta (Segunda División) Rangers (Segunda División)        |
| 1991 Detalle | Everton (Primera División) Universidad de Chile (Primera División)               | Soinca Bata (Segunda División) Deportes Puerto Montt (Segunda División)   |
| 1992 Detalle | Everton (Primera División) · Deportes Melipilla (Segunda División)               | Cobresal (Primera División) · Regional Atacama (Segunda División)         |
| 1993 Detalle | Regional Atacama (Segunda División) · Coquimbo Unido (Primera División)          | Deportes Melipilla (Primera División) · Deportes Arica (Segunda División) |
| 1994 Detalle | Provincial Osorno (Primera División) Coquimbo Unido (Primera División)           | Colchagua (Segunda División) Fernández Vial (Segunda División)            |
| 1995 Detalle | Huachipato (Primera División) Regional Atacama (Primera División)                | Unión San Felipe (Segunda División) Cobresal (Segunda División)           |
| 1996 Detalle | Palestino (Primera División) Deportes Temuco (Primera División)                  | Cobresal (Primera B) Deportes Iquique (Primera B)                         |
| 1998 Detalle | Santiago Morning (Primera B) · Coquimbo Unido (Primera División)                 | Unión Española (Primera B) · Provincial Osorno (Primera División)         |
| 1999 Detalle | Provincial Osorno (Primera B) · Everton (Primera B)                              | Cobresal (Primera División) · Deportes Iquique (Primera División)         |
| 2005 Detalle | O'Higgins (Primera B) · Deportes Puerto Montt (Primera División)                 | Provincial Osorno (Primera B) · Deportes Melipilla (Primera División)     |
| 2006 Detalle | Palestino (Primera División) · Lota Schwager (Primera B)                         | Rangers (Primera División) · Fernández Vial (Primera B)                   |
| 2007 Detalle | Santiago Morning (Primera B)                                                     | Deportes Puerto Montt (Primera División) · Deportes Copiapó (Primera B)   |
| 2008 Detalle | Universidad de Concepción (Primera División) Unión Española (Primera División)   | Deportes Puerto Montt (Primera B) Coquimbo Unido (Primera B)              |
| 2009 Detalle | San Luis (Primera B) · Palestino (Primera División)                              | San Marcos de Arica (Primera B) · Curicó Unido (Primera División)         |
| 2010 Detalle | Universidad de Concepción (Primera División) Santiago Morning (Primera División) | Deportes Antofagasta (Primera B) Curicó Unido (Primera B)                 |
| 2011 Detalle | Santiago Wanderers (Primera División) Unión San Felipe (Primera División)        | Naval (Primera B) Everton (Primera B)                                     |
| 2012 Detalle | Everton (Primera B) · Cobresal (Primera División)                                | Barnechea (Primera B) · Universidad de Concepción (Primera División)      |
| 2013 Detalle | Cobresal (Primera División)                                                      | Curicó Unido (Primera B)                                                  |
| 2017 Detalle | Unión La Calera (Primera B)                                                      | Santiago Wanderers (Primera División)                                     |
| 2021 Detalle | Huachipato (Primera División)                                                    | Deportes Copiapó (Primera B)                                              |

### Llaves Ganadas Liguilla de Promoción entre Primera División y Primera B
- Llaves Ganadas Por Primera División: 37
- Llaves Ganadas Por Primera B: 17

### Curiosidades
- La única liguilla de promoción que fue ganada por los dos equipos de Primera B fue la de 1999, en ella ascendieron a Primera División: Everton y Provincial Osorno quienes derrotaron a Deportes Iquique y Cobresal respectivamente.

### Liguilla de Promoción entre Primera B y Segunda División Profesional
| Año          | Ganador                      | Perdedor                              |
| ------------ | ---------------------------- | ------------------------------------- |
| 2013 Detalle | Deportes Copiapó (Primera B) | Iberia (Segunda División Profesional) |

## Historial de la Liguilla de Promoción de la ANFA
| Año          |                                                             | Ganador                                                        | Perdedor |
| 2009 Detalle | Fernández Vial (Tercera A) Municipal Mejillones (Tercera A) | General Velásquez (Tercera B) Provincial Talagante (Tercera B) |          |
| 2010 Detalle | Deportes Quilicura (Tercera A)                              | Rengo Unido (Tercera B)                                        |          |

### Llaves Ganadas Liguilla de Promoción entre Tercera División y Tercera B
- Llaves Ganadas Por Tercera División: 3
- Llaves Ganadas Por Tercera B: 0